# Högsta vinsten (film, 1916)
Högsta vinsten är en svensk film från 1916 i regi av Georg af Klercker. 

## Om filmen
Filmen premiärvisades 22 februari 1916 på Brunkebergsteatern i Stockholm. Den spelades in vid Victoriabiografens bakgårdsateljé i Göteborg av Sven Pettersson. Det är osäkert vem som är manusförfattare, filmen har tillskrivits både Selma Wiklund af Klercker och Emil Åberg.

## Rollista
- Georg af Klercker – maskinist
- Gerda Thomé-Mattsson – tvätterska
- Gustaf Bengtsson